# 趙楷 (雍正進士)
趙楷，贵州清鎮人，清朝政治人物、同進士出身。

## 生平
雍正八年（1730年）庚戌科進士，三甲二百八十三名，官廣西灌陽縣知縣。